# Elección presidencial de Chile de 2013
La elección presidencial de Chile para el período 2014-2018, se realizó el 17 de noviembre de 2013, en conjunto con las elecciones de diputados y senadores y las primeras elecciones directas de consejeros regionales; la segunda vuelta electoral tuvo lugar el 15 de diciembre, y dio como vencedora a Michelle Bachelet.
La elección fue la segunda —después de las municipales de 2012— con el mecanismo de inscripción automática de votantes y voto voluntario. Así mismo, fue la primera elección en la que las coaliciones y partidos pudieron someterse al sistema de primarias voluntarias, vinculantes y organizadas por el Servicio Electoral luego de la aprobación la ley respectiva en octubre de 2012. También fue la primera elección presidencial bajo la reforma constitucional que adelantó su fecha al tercer domingo de noviembre, con una posible segunda vuelta cuatro semanas más tarde.
La elección presidencial fue disputada por nueve candidatos, una cifra inédita en la historia electoral de Chile. En la primera vuelta, Michelle Bachelet de la Nueva Mayoría obtuvo el 46,7 % de los votos válidamente emitidos y se enfrentó en segunda vuelta a la candidata de la Alianza, Evelyn Matthei, quien llegó al 25,03 %. En el balotaje entre ambas, Bachelet alcanzó el 62,16 %, mientras Matthei logró el 37,83 %, con una participación del 41,98 % de los electores. Además fue la primera vez que los dos candidatos más votados y que deben enfrentarse en balotaje son dos mujeres. Con estos resultados, Bachelet se convirtió en la primera mujer reelecta en la historia de Chile.

## Regulación legal

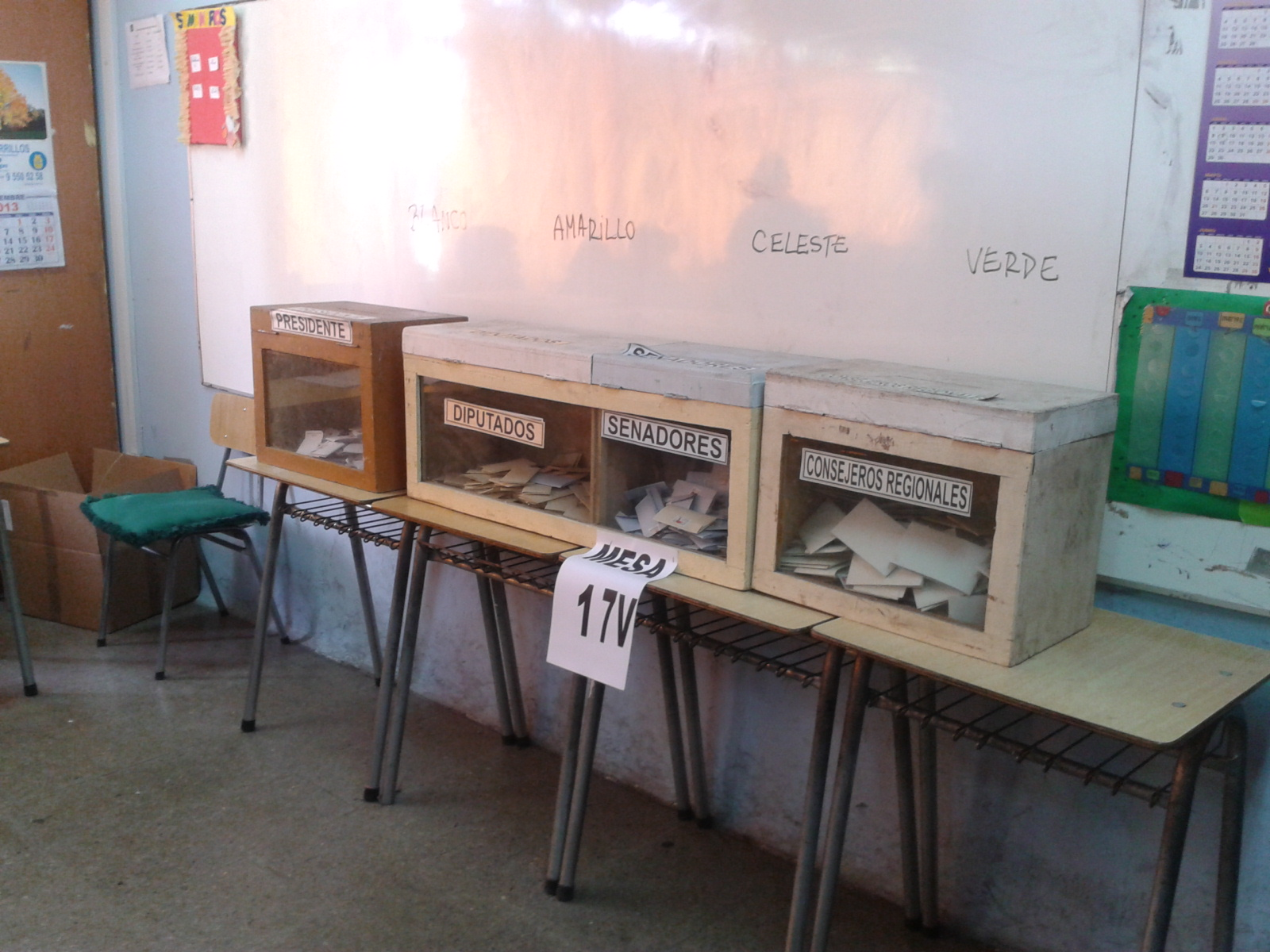
Urnas utilizadas en las elecciones presidenciales, parlamentarias y de consejeros regionales.

Según la Constitución chilena, pueden ejercer el derecho a sufragio los ciudadanos, es decir, quienes han cumplido 18 años de edad y no han sido condenados a una pena aflictiva (superior a 3 años de presidio). Dicha norma indica que «en las votaciones populares el sufragio será personal, igualitario, secreto y voluntario». Desde enero de 2012, la inscripción en el Registro electoral es automática. El derecho a votar queda suspendido por interdicción en caso de demencia, por hallarse acusado por delito que merezca pena aflictiva o por delito por terrorismo y por sanción del Tribunal Constitucional (en conformidad al artículo 19 número 15 inciso 7.º de la Constitución).
De acuerdo a la legislación anterior, el proceso de inscripción en los registros electorales era voluntario, pero luego de haberse inscrito, el elector estaba obligado a sufragar a perpetuidad y solo podía excusarse por razones de salud o por ubicarse a más de 200 kilómetros de distancia del local de votación, hecho del que podía dejarse constancia en la unidad de Carabineros de Chile más cercana. En caso de no asistir, los electores podían ser condenados al pago de multas. Aunque el 27 de marzo de 2009 fue aprobada la idea de legislar, por la comisión de constitución del Senado, sobre el proyecto de ley que establece la inscripción automática de los votantes y que permite la votación voluntaria de éstos, la entrada en vigencia de dicha normativa no era aplicable debido a que esa modificación quedó incompleta, ya que requería de una ley orgánica que diese cuerpo al nuevo sistema. Al asumir como presidente, Sebastián Piñera tomó la posta de la iniciativa, y en 2010 envió la ley requerida, que el 20 de diciembre de 2010 fue despachada por el Congreso, siendo aprobada por el Tribunal Constitucional (TC) el 19 de enero de 2011, y promulgada por Sebastián Piñera el 23 de enero, entró en vigencia el día 31 de enero con la publicación en el diario oficial, dicha ley permitirá un crecimiento histórico del padrón electoral, abarcando, por primera vez, a la totalidad de los ciudadanos con derechos a sufragio. Se denomina legalmente "ley (N°20.568) que regula la Inscripción Automática, modifica el Servicio Electoral y moderniza el sistema de votaciones" y modifica la Ley 18.556 Orgánica Constitucional sobre sistema de inscripciones electorales y Servicio Electoral".

## Definición de candidaturas
Ya desde el inicio del gobierno de Sebastián Piñera en marzo de 2010, comenzaron las primeras especulaciones de los posibles candidatos presidenciales para el siguiente periodo, en especial de los dos principales conglomerados políticos: la centroizquierdista Concertación de Partidos por la Democracia que había gobernado ininterrumpidamente el país desde 1990 y la recién elegida Coalición por el Cambio, de centroderecha. La Concertación entró en una etapa de crisis por las diferencias entre sus miembros y la posibilidad de abrirse a otros conglomerados de izquierda; la alta popularidad con la que Michelle Bachelet finalizó su gobierno la mantuvo en primera línea para un posible regreso en 2013, dificultando que emergieran nuevos liderazgos aun cuando ella decidió finalmente asumir un cargo en ONU Mujeres y alejarse así por más de dos años de la política activa. La Coalición por el Cambio, en tanto, vivió tras el derrumbe de la mina San José el surgimiento de la primera potencial carta presidencial, el ministro independiente Laurence Golborne.
A partir de 2011, el gobierno de Piñera comenzó a vivir una serie de dificultades por las masivas movilizaciones estudiantiles, protestas regionales en Magallanes y en Aysén, la difícil reconstrucción post-terremoto y la aprobación de proyectos energéticos como HidroAysén, erosionaron el apoyo popular. La derrota en las elecciones municipales de octubre de 2012 y la alta intención de voto de Bachelet en encuestas impulsaron a la derecha (que volvió a su denominación de Alianza) a participar por primera vez en un proceso de primarias presidenciales entre el RN Andrés Allamand y Laurence Golborne, que era apoyado por la UDI. Una serie de errores estratégicos llevaron a que, a pocos días de la inscripción de la primaria, la UDI quitara el apoyo a Golborne y decidiera apostar por un militante histórico del partido, Pablo Longueira.
En una sorpresiva decisión que se mantuvo hermética hasta el momento de su anuncio, el candidato Pablo Longueira renunció a la campaña presidencial, afectado por una depresión de la que no se tenía noticia ni en su entorno político más cercano. De este modo, quedó en suspenso la definición del candidato presidencial de gobierno, la cual concluyó pocos días después, cuando la coalición gobernante, luego de varios desencuentros, optara por Evelyn Matthei como su carta presidencial. La recientemente aprobada Ley de Primarias dejó a los partidos del oficialismo en libertad de acción para llevar un candidato unitario o más de uno.
En la izquierda, la Concertación finalmente decidió abrirse a nuevos movimientos de centro e izquierda para su proceso de primarias, bajo el nombre Nueva Mayoría. En marzo de 2013, Michelle Bachelet anunció su retorno al país siendo apoyada por un abanico de partidos incluyendo el Partido Socialista. Al proceso de primarias de la centroizquierda se sumó su exministro, el independiente Andrés Velasco, mientras el Partido Demócrata Cristiano levantó la candidatura de Claudio Orrego (quien derrotó en una primaria interna a la senadora Ximena Rincón) y el PRSD la de su presidente, José Antonio Gómez. Otros movimientos de izquierda rechazaron participar en este proceso y anunciaron participar directamente en la primera vuelta; ese fue el caso de Marco Enríquez-Ominami (quien logró el 20,14 % de los votos en 2009), Marcel Claude, Alfredo Sfeir y Roxana Miranda. A estas candidaturas se suman, además, aquellas de los candidatos que desean participar como independientes para lo cual deben presentar las firmas requeridas para ello por el Servicio Electoral; entre estas candidaturas destacan las de Tomás Jocelyn-Holt y Franco Parisi.

### Elecciones primarias

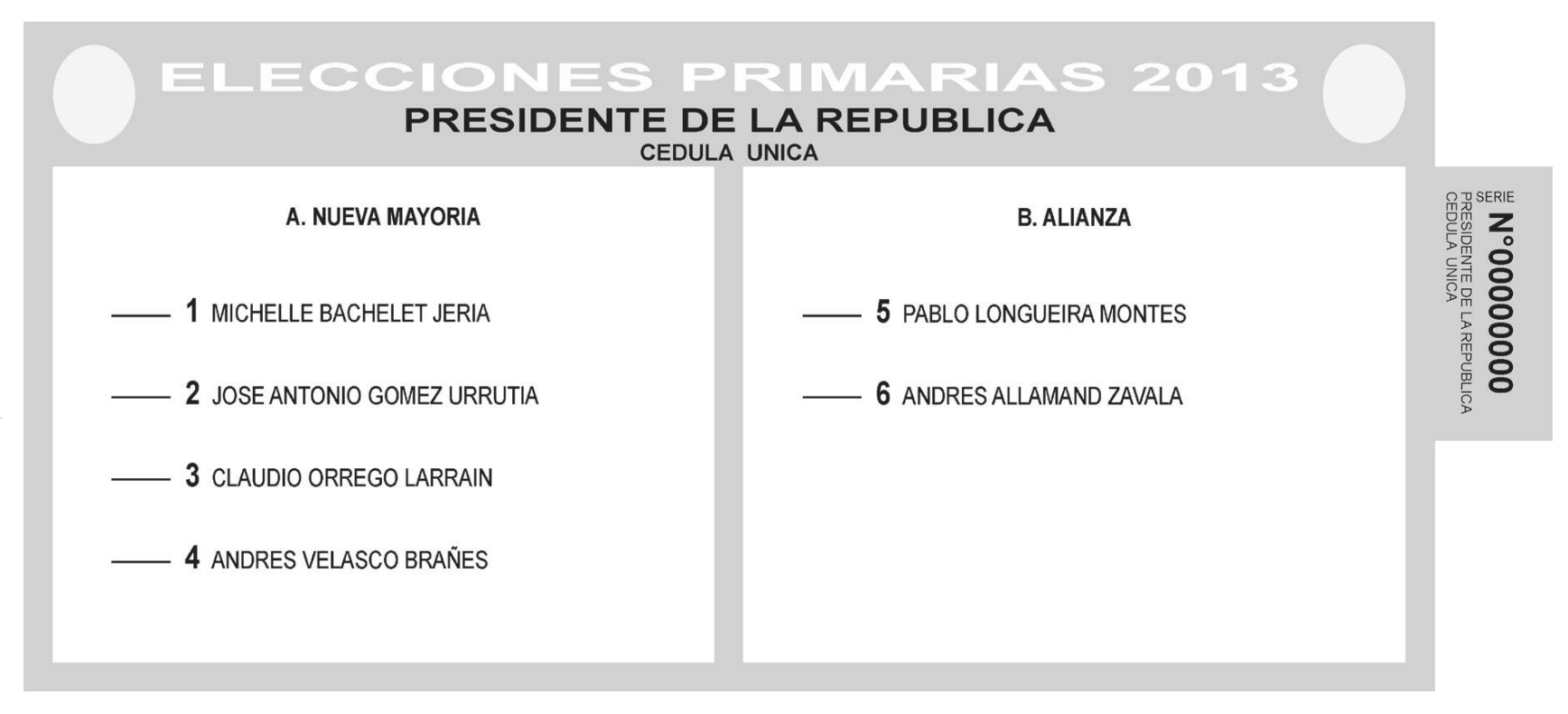
Facsímil de la cédula entregada a personas no inscritas en partidos políticos durante la elección primaria.

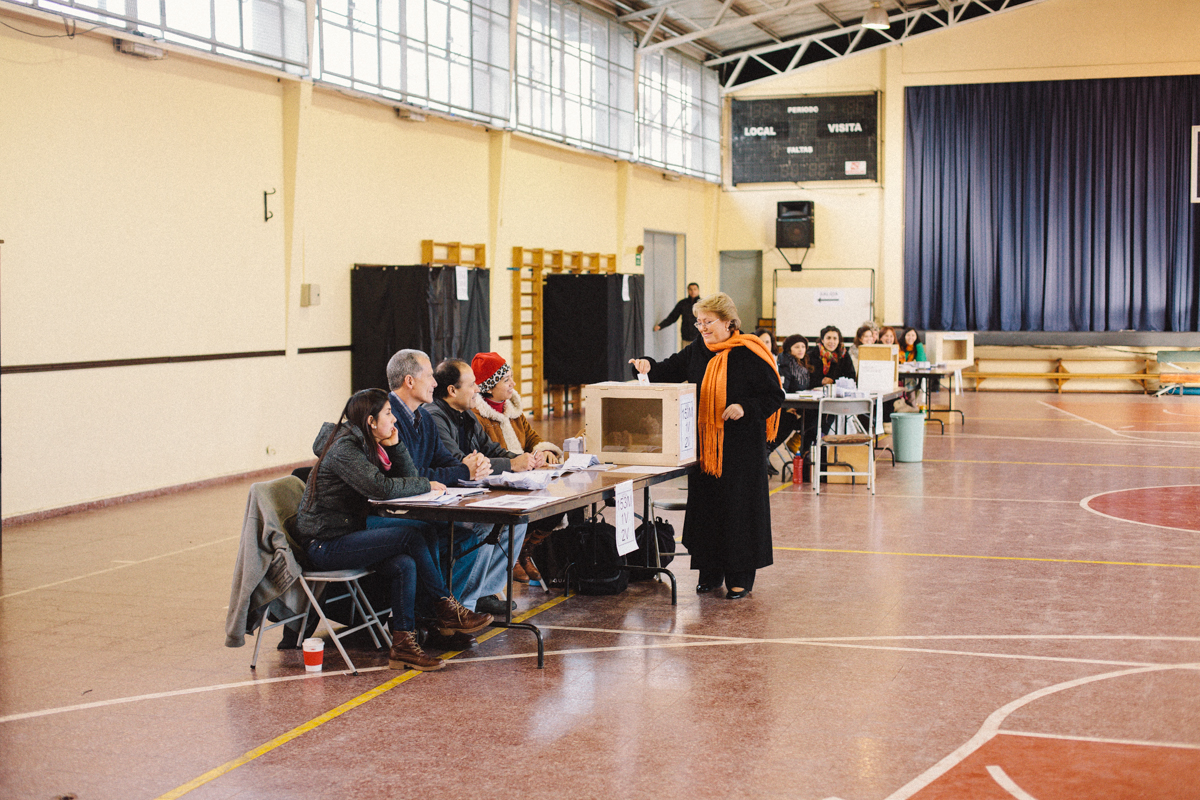
Michelle Bachelet obtuvo el 53,1 % de los votos participantes en la elección primaria y el 73,1 % de los votos de la Nueva Mayoría.

Por primera vez en la historia, en Chile se realizaron elecciones primarias oficiales, organizadas por el Servicio Electoral. Anteriormente, solo la Concertación de Partidos por la Democracia organizó primarias, aunque solo la de 1999 fue abierta y realizada a nivel nacional.
|  | 73,07 % |

|  | 53,06 % |

|  | 5,06 % |

|  | 3,67 % |

|  | 8,86 % |

|  | 6,43 % |

|  | 13,01 % |

|  | 9,45 % |

|  | 51,37 % |

|  | 14,07 % |

|  | 48,63 % |

|  | 13,32 % |

Sin embargo, el 17 de julio (menos de un mes después de las elecciones primarias), Pablo Longueira anunció el fin de su candidatura, citando problemas médicos debido a un cuadro de depresión. Los partidos de la Alianza iniciaron entonces un proceso para seleccionar a su nuevo representante. De acuerdo a la legislación, en caso de que el candidato ganador de ésta renunciara o estuviera incapacitado para continuar, los partidos implicados quedaban en libertad de acción para seleccionar un nuevo candidato. Aunque los partidos de la Alianza mencionaron sus intenciones de consensuar un candidato único, la UDI decidió elegir como su candidata a Evelyn Matthei, sin llegar a acuerdo con RN inicialmente. Finalmente, RN aceptaría la nominación de la exministra y se plegaría a su candidatura.

### Candidaturas fallidas

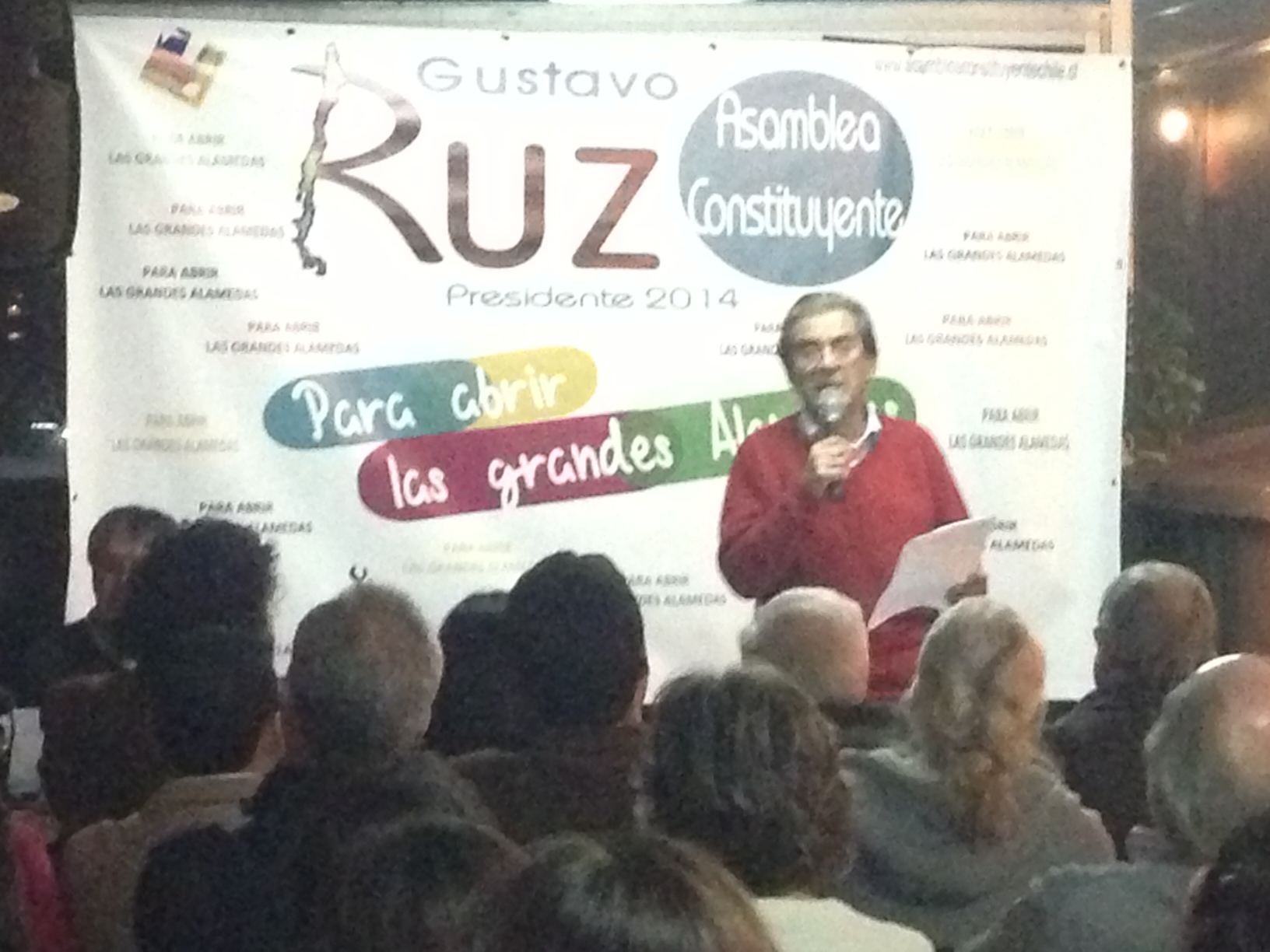
Lanzamiento de la candidatura de Ruz.

- Gustavo Ruz (ind.): Sociólogo y exmilitante del Partido Socialista.[19] El día 14 de mayo fue proclamado como candidato presidencial por el Movimiento por una Asamblea Constituyente,[20] bajo el lema «El poder constituyente eres tú». Sin embargo, solo logró recolectar 25 mil firmas de las 37 mil necesarias para inscribirse en el Servicio Electoral.[21]
- Eduardo Díaz Herrera (ind.): Fundador del extinto Partido del Sur, exalcalde de Toltén (1996-2000), y padre del exdiputado Eduardo Díaz del Río, era apoyado por la Alianza Independiente Regionalista (AIRE).[22] Su lema de campaña era «La Patria somos todos». A mediados de julio de 2013 tenía 28 mil firmas,[23] sin embargo no alcanzó a reunir las 37 mil firmas mínimas que se exigen para inscribir una candidatura ante el Servicio Electoral, quedando fuera del proceso eleccionario.

## Candidatos
| Nombre | Nombre         | Nombre                                       | Candidatura |
| ------ | -------------- | -------------------------------------------- | --- |
|        |                | Franco Parisi Fernández 46 años (Ind.)       | Ingeniero comercial y académico. El 30 de enero de 2012 lanzó su candidatura presidencial, planteando la posibilidad de participar en unas "primarias independientes" junto a Marco Enríquez-Ominami, sin embargo este último se negó a tal propuesta. Parisi sostuvo su campaña centrada en el regionalismo, reformismo institucional y cambio del mapa político, usando como eslogan de campaña «Parisi, el poder de la gente». Aunque cierto sector del Partido Regionalista de los Independientes (PRI) intentó que el partido apoyara a Parisi, dicho partido finalmente levantó su candidato propio. También recibió el apoyo de un grupo de militantes de Renovación Nacional (RN), que solicitó "libertad de acción" a su partido para respaldarlo. A principios de junio de 2013 anunció la recolección de más de 50 mil firmas, que le permitieron oficializar su candidatura ante el Servel a inicios de agosto. - Inscripción de candidatura: 7 de agosto de 2013. - Lema de campaña: «Parisi, el poder de la gente». |
|        |                | Marcel Claude Reyes 56 años (PH)             | Economista, académico y activista político. Exmilitante de la Juventud Demócrata Cristiana y del Partido por la Democracia, trabajó como consultor en el Banco Central en la década de 1980 y 1990, autor y coautor de numerosas obras críticas al modelo de desarrollo económico, participó en diversas ONG medioambientalistas y colaboró en la fundación de medios de comunicación como Diario Uno. Actualmente es director del periódico El Rastro. Lanzó su candidatura presidencial en septiembre de 2012, la cual se definió a sí misma como una "propuesta ciudadana". El Partido Humanista (PH) le entregó su apoyo el 12 de marzo de 2013. El 6 de abril sumó el apoyo de Izquierda Unida (IU). Además varias organizaciones sindicales, políticas y del movimiento estudiantil se sumaron a la campaña, dándole por nombre "Todos a La Moneda" al movimiento político. - Inscripción de candidatura: 12 de agosto de 2013. - Lema de campaña: «Todos a La Moneda». |
|        |                | Ricardo Israel Zipper 63 años (PRI)          | Abogado, politólogo y académico. El 20 de julio de 2013 fue nominado por el Partido Regionalista de los Independientes (PRI) como su candidato presidencial. - Inscripción de candidatura: 14 de agosto de 2013. - Lema de campaña: «Súmate al regionalismo». |
|        |                | Marco Enríquez-Ominami Gumucio 40 años (PRO) | Cineasta, exdiputado y expresidente del Partido Progresista (PRO). Fue candidato en la elección presidencial de 2009, donde obtuvo un 20,14 % de los votos, cifra récord para un candidato independiente desde el retorno a la democracia. Desde su derrota en dicha elección manifestó su intención de ser candidato en 2013. En 2010 creó el Partido Progresista, el cual lo proclamó su candidato el 4 de octubre de 2012. El 15 de junio hizo lo mismo el Partido Liberal (PL). - Inscripción de candidatura: 17 de agosto de 2013. - Lema de campaña: «Si tú quieres, Chile cambia». |
|        |                | Roxana Miranda Meneses 46 años (IGUAL)       | Dirigenta de Andha Chile a Luchar Democrático y presidenta del Partido Igualdad (IGUAL). Fue proclamada candidata presidencial por su partido el 20 de enero de 2013. A fines de mayo se dio a conocer que las candidaturas de Roxana Miranda y Marcel Claude negociaban para "unificarse" en una sola, sin embargo, Miranda finalmente descartó la opción de bajar su candidatura antes de la elección. - Inscripción de candidatura: 19 de agosto de 2013. - Lema de campaña: «Que el pueblo mande». |
|        |                | Michelle Bachelet Jeria 62 años (PS)         | Médico, expresidenta de Chile (2006-2010) y exdirectora ejecutiva de ONU Mujeres (2011-2013). A pesar de ser la candidata con más posibilidades dentro de la oposición según numerosas encuestas,[cita requerida] declinó por varios meses pronunciarse sobre una eventual candidatura, y había suspendido toda definición al respecto hasta marzo de 2013. Junto con renunciar a ONU Mujeres, el 15 de marzo de 2013 anunció su regreso a Chile, cuestión que se concretó el 27 de ese mismo mes, día en que anunció su candidatura de manera oficial. Bachelet fue apoyada por el Partido Socialista (PS) y el Partido Por la Democracia (PPD). El 7 de abril, Bachelet sumó el apoyo del Movimiento Amplio Social (MAS), que no formaba parte de la Concertación, mientras que el Partido Comunista (PCCh) y la Izquierda Ciudadana (IC) hicieron lo mismo el 25 de mayo. Tras obtener más del 73 % en las elecciones primarias del pacto Nueva Mayoría, Bachelet recibió el apoyo de los partidos Demócrata Cristiano (PDC) y Radical Socialdemócrata (PRSD). El 21 de junio también había recibido el apoyo del partido Fuerza del Norte, que no formaba parte de la Nueva Mayoría. - Inscripción de candidatura: Inscripción automática por ganar primarias de la Nueva Mayoría. - Lema de campaña primera vuelta: «Chile de todos». - Lema de campaña segunda vuelta: «Todos con Michelle». |
|        | Evelyn Matthei | Evelyn Matthei Fornet 60 años (UDI)          | Licenciada en economía, exministra de Trabajo, cargo que ocupaba desde 2011 hasta el momento de su proclamación como candidata y exdiputada por 2 períodos parlamentarios y exsenadora reelegida por la IV Circunscripción, correspondiente a la Región de Coquimbo. Fue nominada como candidata presidencial de la Unión Demócrata Independiente (UDI) el 20 de julio, tras la renuncia por motivos de salud de Pablo Longueira, quien había resultado ganador de la elección primaria de la Alianza ante el candidato de Renovación Nacional (RN), Andrés Allamand. El 10 de agosto recibió el apoyo de Renovación Nacional. - Inscripción de candidatura: 18 de agosto de 2013. - Lema de campaña primera vuelta: «Un siete para Chile». - Lema de campaña segunda vuelta: «Sí se puede». |
|        |                | Alfredo Sfeir Younis 66 años (ECOV)          | Economista. Su candidatura fue aprobada mediante unas primarias realizadas al interior del Partido Ecologista Verde (ECOV), en las que derrotó a Félix González, presidente del partido en la región del Biobío. - Inscripción de candidatura: 19 de agosto de 2013. - Lema de campaña: «El otro camino». |
|        |                | Tomás Jocelyn-Holt Letelier 50 años (Ind.)   | Egresado de Derecho y exdiputado. El 18 de enero de 2012, el partido ChilePrimero (CH1, actual Partido Liberal), que formó parte de la Coalición por el Cambio en la elección presidencial anterior, lo proclamó como candidato presidencial. Sin embargo, dicha colectividad le retiró su apoyo el 9 de diciembre de ese año por diferencias entre Jocelyn-Holt y la dirigencia del partido. A pesar de ello, Jocelyn-Holt no bajó su candidatura, y a mediados de mayo de 2013 tenía alrededor de 25 000 firmas de las 36 000 necesarias para su inscripción. - Inscripción de candidatura: 19 de agosto de 2013. - Lema de campaña: «Atrévete por un Chile joven. Tomás presidente». |

### Apoyos políticos

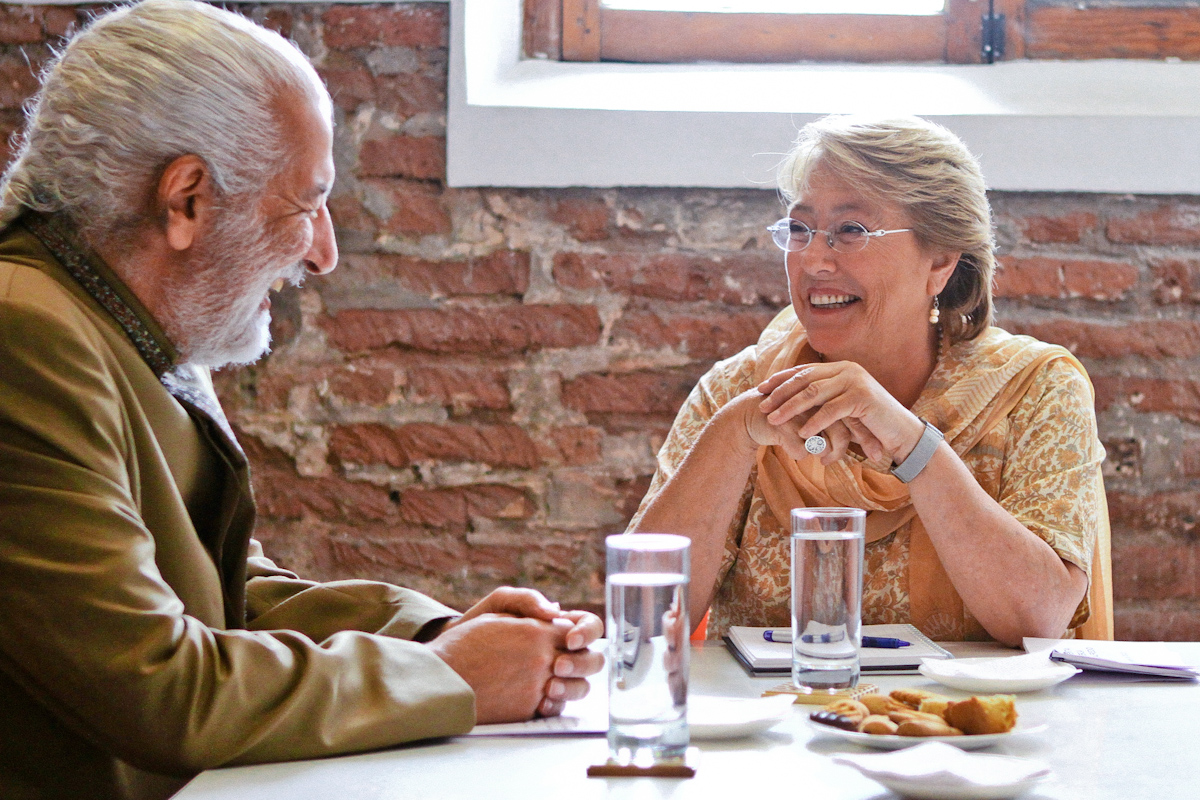
Alfredo Sfeir, candidato del ECOV en primera vuelta, entregó su apoyo a Michelle Bachelet para el balotaje, sin embargo ésta no fue la posición oficial de su partido.

La siguiente tabla resumen presenta los candidatos que inscribieron oficialmente sus candidaturas, los partidos instituidos o en formación legal y las coaliciones que los apoyaron, tanto en primera como en segunda vuelta. Los pactos se establecen según las listas inscritas en las elecciones parlamentarias y de consejeros regionales que se realizaron de forma simultánea a la primera vuelta presidencial.
Para el balotaje, gran parte de los partidos fuera del pacto Alianza o Nueva Mayoría decidieron dejar en "libertad de acción" a sus militantes y no definieron a su postulante (incluso algunos llamaron a la abstención), aunque ciertos miembros de estas colectividades como el excandidato ecologista Alfredo Sfeir, el movimiento Revolución Democrática, un grupo de simpatizantes del PRI, y algunos personeros del PRO decidieron respaldar a Michelle Bachelet.
| Pacto                         | Partido                                    | Candidato (partido)          | Candidato (partido)    |
| Pacto                         | Partido                                    | 1.º vuelta                   | 2.º vuelta             |
| ----------------------------- | ------------------------------------------ | ---------------------------- | ---------------------- |
| Alianza                       | Unión Demócrata Independiente              | Evelyn Matthei (UDI)         | Evelyn Matthei (UDI)   |
| Alianza                       | Renovación Nacional                        | Evelyn Matthei (UDI)         | Evelyn Matthei (UDI)   |
| Nueva Mayoría                 | Partido Socialista                         | Michelle Bachelet (PS)       | Michelle Bachelet (PS) |
| Nueva Mayoría                 | Partido por la Democracia                  | Michelle Bachelet (PS)       | Michelle Bachelet (PS) |
| Nueva Mayoría                 | Movimiento Amplio Social                   | Michelle Bachelet (PS)       | Michelle Bachelet (PS) |
| Nueva Mayoría                 | Partido Comunista                          | Michelle Bachelet (PS)       | Michelle Bachelet (PS) |
| Nueva Mayoría                 | Izquierda Ciudadana                        | Michelle Bachelet (PS)       | Michelle Bachelet (PS) |
| Nueva Mayoría                 | Partido Demócrata Cristiano                | Michelle Bachelet (PS)       | Michelle Bachelet (PS) |
| Nueva Mayoría                 | Partido Radical Socialdemócrata            | Michelle Bachelet (PS)       | Michelle Bachelet (PS) |
| Fuera de Pacto                | Fuerza del Norte                           | Michelle Bachelet (PS)       | Michelle Bachelet (PS) |
| Fuera de Pacto                | Partido Regionalista de los Independientes | Ricardo Israel (PRI)         | Sin candidato definido |
| Si tú quieres, Chile cambia   | Partido Progresista                        | Marco Enríquez-Ominami (PRO) | Sin candidato definido |
| Si tú quieres, Chile cambia   | Partido Liberal                            | Marco Enríquez-Ominami (PRO) | Sin candidato definido |
| Todos a La Moneda             | Partido Humanista                          | Marcel Claude (PH)           | Sin candidato definido |
| Todos a La Moneda             | Izquierda Unida                            | Marcel Claude (PH)           | Sin candidato definido |
| Nueva Constitución para Chile | Partido Ecologista Verde                   | Alfredo Sfeir (ECOV)         | Sin candidato definido |
| Nueva Constitución para Chile | Partido Ecologista Verde del Norte         | Alfredo Sfeir (ECOV)         | Sin candidato definido |
| Nueva Constitución para Chile | Partido Igualdad                           | Roxana Miranda (IGUAL)       | Sin candidato definido |
| Independientes                | Independiente                              | Tomás Jocelyn-Holt (Ind.)    | Sin candidato definido |
| Independientes                | Independiente                              | Franco Parisi (Ind.)         | Sin candidato definido |

## Ideas y programas

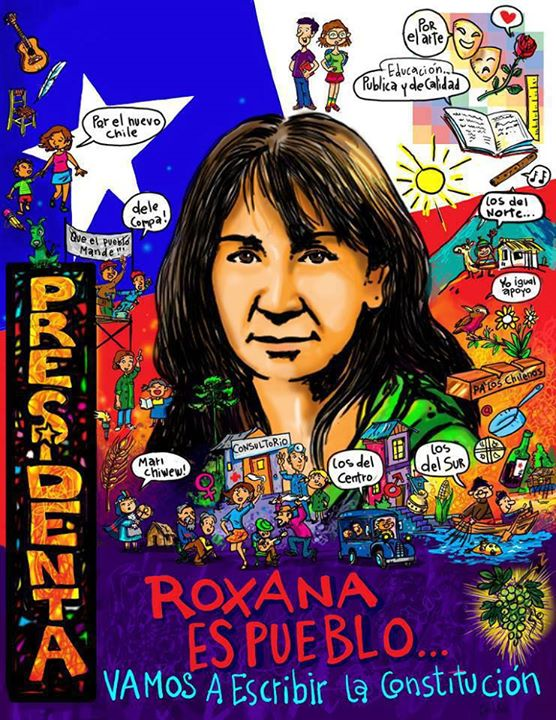
Afiche promocional de Roxana Miranda, con el lema «Roxana es pueblo... vamos a escribir la Constitución».

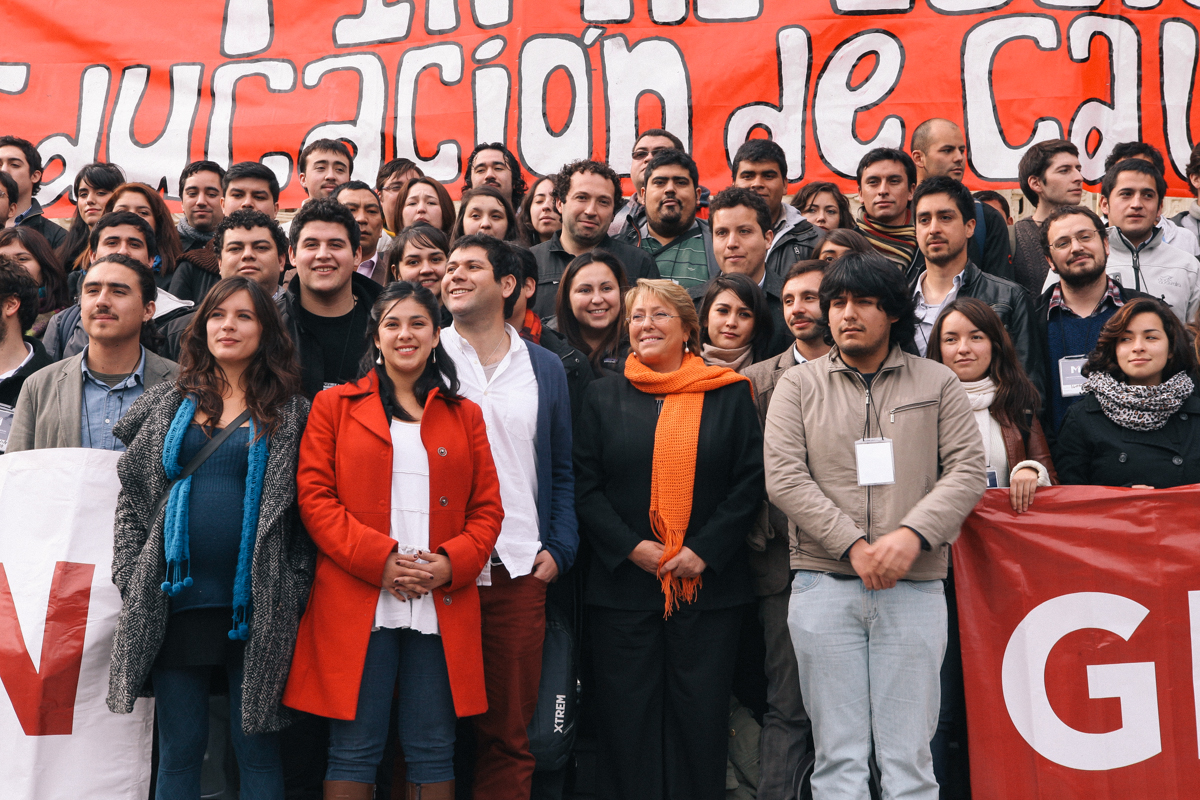
Michelle Bachelet junto a líderes estudiantiles, incluyendo algunos protagonistas de las movilizaciones de 2011 como Camilo Ballesteros y Camila Vallejo.

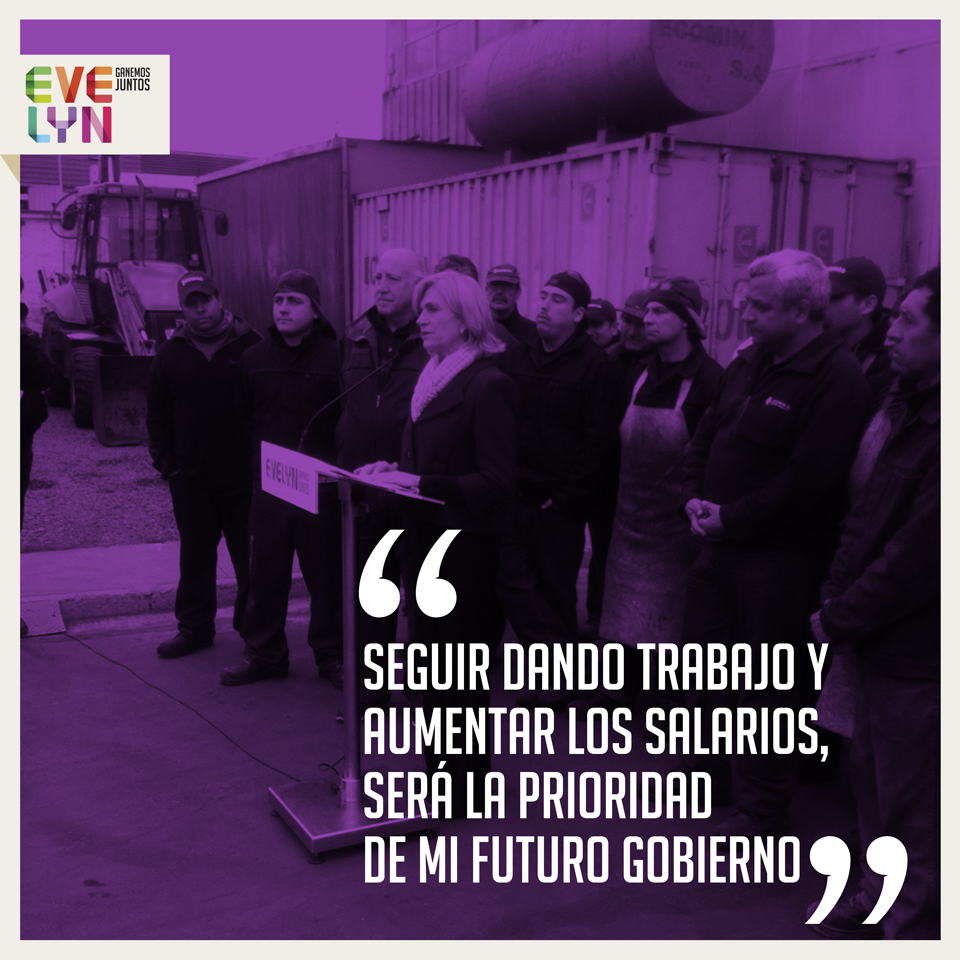
Un afiche de Evelyn Matthei poniendo énfasis en continuar las políticas económicas.

Tras las fuertes movilizaciones estudiantiles de 2011, la educación se convirtió en uno de los temas más relevantes durante la campaña presidencial. La mayoría de los candidatos incluyeron algunas de las demandas levantadas por los estudiantes, como gratuidad en el sistema educativo (incluyendo universidades), restricciones al lucro en instituciones privadas y el fortalecimiento de la educación pública. La principal excepción ha sido la candidata oficialista Evelyn Matthei, que rechazó la gratuidad en la educación y propuso reforzar el sistema de becas.

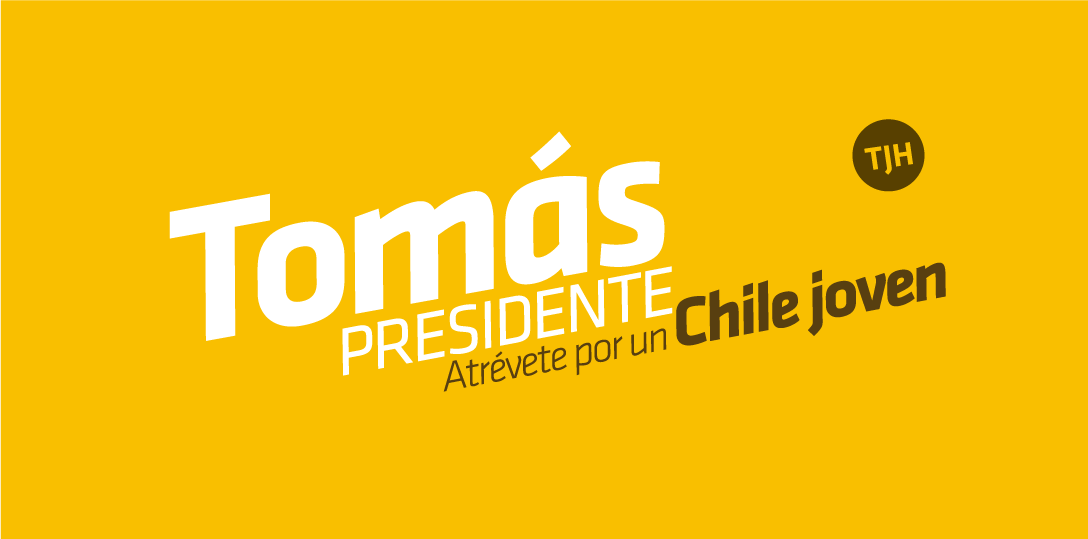
«Atrévete por un Chile joven, Tomás presidente» fue la consigna de campaña de Tomás Jocelyn-Holt.

Los temas de salud y economía también fueron tratados por las diversas candidaturas. Si bien la mayoría de las candidaturas plantearon diversas formas para mejorar la calidad y el acceso a la salud pública, varios candidatos plantearon cambios al sistema actual de isapres, desde reformas (Bachelet, Enríquez-Ominami, Parisi y Sfeir) hasta su completa eliminación (Claude y Miranda). En cuanto a la economía, Matthei enfocó sus propuestas en mantener el ritmo de crecimiento y soluciones para las pequeñas y medianas empresas. Otras candidaturas, en tanto, apuntaron a reformas tributarias que aumenten la recaudación; estas reformas incluyen el alza en la tributación de las empresas, un royalty para la minería y la eliminación del Fondo de Utilidad Tributaria.
Aunque en las elecciones presidenciales anteriores existieron candidaturas pidiendo cambios a la Constitución, en esta oportunidad todos los candidatos se manifestaron a favor de reformas, aunque con diversa profundidad. Bachelet e Israel declararon sus intenciones de diseñar una nueva Constitución, lo que también apoyan Claude, Enríquez-Ominami, Parisi y Miranda, pero apoyando el establecimiento de una asamblea constituyente con dicho fin. Jocelyn-Holt y Matthei propusieron reformas al sistema político que reemplacen el sistema binominal, pero negaron la necesidad de una nueva carta constitucional. Por fuera de las candidaturas, un movimiento popular propuso que la ciudadanía se manifestara a favor de una asamblea constituyente, marcando la sigla «AC» en el voto presidencial. La propuesta fue apoyada por algunos candidatos y el Servicio Electoral reconoció la validez de los votos con dichas marcas, siempre que indicaran una preferencia clara.
En cuanto a temas valóricos, las propuestas de matrimonio entre personas del mismo sexo y aborto fueron discutidas por todas las candidaturas. Todos los candidatos se manifestaron a favor del matrimonio igualitaria, a excepción de Israel y Matthei, quienes declararon que el acuerdo de vida en pareja era una solución para las parejas homosexuales. En cuanto al aborto, Israel y Matthei se negaron a cualquier cambio en la legislación chilena, que en 2013 prohibía cualquier tipo de aborto. Claude y Miranda propusieron despenalizar totalmente el aborto, mientras Bachelet, Enríquez-Ominami, Parisi y Sfeir plantearon su legalización en ciertas ocasiones (como el terapéutico, en casos de violación o de inviabilidad del feto).

### Resumen de propuestas
| Tema                                                 | FP        | MC        | RI        | MEO       | RM        | MB        | EM        | AS        | TJH       |
| Educación                                            | Educación | Educación | Educación | Educación | Educación | Educación | Educación | Educación | Educación |
| ---------------------------------------------------- | --------- | --------- | --------- | --------- | --------- | --------- | --------- | --------- | --------- |
| Lucro con recursos públicos                          |           | No        | No        | No        | No        | No        |           |           |           |
| Gratuidad universal                                  | Sí        | Sí        | Sí        | Sí        | Sí        | Sí        |           | Sí        |           |
| Financiamiento compartido                            |           | No        |           | No        |           | No        | Sí        |           | No        |
| Sistema político                                     |           |           |           |           |           |           |           |           |           |
| Nueva Constitución                                   |           | Sí        | Sí        | Sí        | Sí        | Sí        | No        |           | No        |
| Modificar el sistema electoral binominal             | Sí        | Sí        |           | Sí        |           | Sí        |           | Sí        | Sí        |
| Voto en el exterior                                  | Sí        | Sí        |           | Sí        |           | Sí        | Sí        |           |           |
| Salud                                                |           |           |           |           |           |           |           |           |           |
| Aborto terapéutico                                   |           | Sí        | No        | Sí        |           | Sí        | No        | Sí        |           |
| Economía                                             |           |           |           |           |           |           |           |           |           |
| Reforma tributaria                                   | Sí        | Sí        | Sí        |           |           | Sí        | No        |           |           |
| Eliminación del FUT                                  | Sí        |           | Sí        |           |           | Sí        | No        |           |           |
| Seguridad social                                     |           |           |           |           |           |           |           |           |           |
| Sistema de AFP                                       | Sí        | No        | Sí        | Sí        | No        | Sí        | Sí        |           |           |
| AFP estatal                                          | Sí        | No        | Sí        | No        |           | Sí        | No        |           |           |
| Energía y minería                                    |           |           |           |           |           |           |           |           |           |
| Hidroaysén                                           |           | No        | No        |           | No        | No        | Sí        |           |           |
| Nacionalización del cobre                            |           | Sí        | Sí        | Sí        | Sí        |           | No        |           |           |
| Seguridad                                            |           |           |           |           |           |           |           |           |           |
| Aplicación de la Ley antiterrorista                  |           |           |           |           | No        | No        | Sí        |           |           |
| Legalización de la marihuana                         |           |           |           | Sí        |           |           | No        | Sí        |           |
| Familia e inclusión                                  |           |           |           |           |           |           |           |           |           |
| Reconocimiento de todas las familias                 |           | Sí        |           | Sí        |           | Sí        |           |           | Sí        |
| Matrimonio igualitario                               | Sí        | Sí        | No        | Sí        | Sí        | Sí        | No        | Sí        | Sí        |
| Reconocimiento constitucional de pueblos originarios |           |           | Sí        |           |           | Sí        |           |           | Sí        |

## Campaña

### Primera vuelta

Resultados de la primera vuelta a nivel de comuna.
Michelle Bachelet
Evelyn Matthei

Tras su victoria en las primarias, Michelle Bachelet se posicionó como la candidatura con más probabilidades de ganar las elecciones, apareciendo como victoriosa en la totalidad de las encuestas publicadas y centró su campaña en tres ejes principales: reforma tributaria, reforma educacional y nueva Constitución Política. La candidatura de la Nueva Mayoría potenció la imagen carismática de la expresidenta pero también dio un foco ciudadano a su campaña, titulada “Chile de todos” Esto generó críticas respecto a una candidatura “silenciosa” en que Bachelet se habría mantenido lejos de controversias y definiciones claras sobre su programa de gobierno. La Nueva Mayoría aprovechó la campaña de Bachelet para potenciar a los candidatos de las elecciones parlamentarias, afirmando que era necesario un Congreso con las mayorías suficientes para cumplir con el programa de gobierno. Junto a políticos, la campaña de Bachelet incorporó a diversos artistas y deportistas, como Benjamín Vicuña, Carlos Caszely y DJ Méndez, quien interpretó el himno de la candidatura.
La candidata oficialista Evelyn Matthei tuvo una difícil entrada en la campaña, luego de la renuncia de Pablo Longueira. Tras asegurar el apoyo de Renovación Nacional, Matthei lanzó su campaña con el lema “Ganemos juntos”. La idea apuntaba a reavivar las posibilidades de victoria en una carrera, pero varios especialistas criticaron la falta de contenido en la idea y una sensación de desesperación. Tras el sorteo de las posiciones de votación, el lema fue cambiado a “Un 7 para Chile”, haciendo un juego de palabras entre el número asignado a la candidata y la nota máxima de calificación en Chile, aunque el cambio también fue criticado por algunos especialistas. En el ámbito político, la campaña enfrentó diversas dificultades en lo que algunos llamaron el «septiembre negro»:  la conmemoración del 40.º aniversario del golpe de Estado del 11 de septiembre de 1973 puso en la agenda las responsabilidades de la derecha en la dictadura militar y, mientras el presidente Sebastián Piñera reconoció la existencia en su sector de “cómplices pasivos” de las violaciones a los derechos humanos, Matthei rechazó pedir perdón pues apenas tenía 20 años para la fecha del golpe.  Días más tarde, Piñera remarcó su posición opositora al régimen de Augusto Pinochet a medida que se acercaba la conmemoración de los 25 años del plebiscito de 1988, poniendo en una posición incómoda a Matthei, hija de Fernando Matthei (miembro de la Junta Militar de Gobierno) y reconocida partidaria del «Sí» en su momento. Estas situaciones provocaron que varios líderes del oficialismo acusaron al presidente Piñera de perjudicar la candidatura de Matthei.
Marco Enríquez-Ominami, que en las elecciones de 2009 obtuvo algo más del 20% de los votos como independiente, intentó levantarse como una figura competitiva en esta oportunidad. A diferencia de la elección de 2009, en que se levantó como un voto de rechazo a la Concertación, el candidato del PRO presentó un programa propio, recogiendo varios de los reclamos de diversos movimientos sociales, como el establecimiento de una asamblea constituyente, educación superior gratuita y matrimonio igualitario. El entorno de Enríquez-Ominami trabajó al menos dos años para posicionarlo como un político serio, capaz de ser gobernante, pero eso también alejó al principal grupo partidario de su primera candidatura, los jóvenes, que preferían a las figuras de Parisi y Claude.  Pese a estas primeras encuestas, el equipo decidió continuar con su apuesta, manteniendo la imagen más formal del candidato progresista y lanzando una campaña bajo el lema “Si tú quieres, Chile cambia”.
Franco Parisi, que logró popularidad a través de sus comentarios en televisión sobre economía, logró posicionarse rápidamente como candidato presidencial, atrayendo a un importante porcentaje de votantes jóvenes, alejados de la política y de carácter transversal. Con su eslogan “El poder de la gente”, Parisi apuntó directamente contra los principales bloques políticos del país, los grupos empresariales, los medios de comunicación y lo que el denominó el establishment. Aunque algunos calificaron sus propuestas de populistas,  Parisi logró conseguir las firmas para inscribirse como candidato presidencial y colocarse como una opción relevante para los electores.
La encuesta CEP de septiembre de 2013 fue un importante hito en la campaña. Aunque tuvo diversos problemas para llevarse en terreno, la diferencia de más de 30 puntos entre las opciones de Bachelet (47,2%) y Matthei (13,7%) fue un golpe anímico para la candidatura de la Alianza. Pero, por sobre todo, la irrupción de Parisi en el tercer lugar (9,9%) preocupó a los asesores de Matthei y Enríquez-Ominami, que vieron la posibilidad cierta de que Parisi superara a sus candidatos o que, incluso, pasara a una segunda vuelta. Parisi inició un discurso triunfalista, asegurando que varias encuestas privadas afirmaban su paso a segunda vuelta, aunque en ninguna pública apareció dicho resultado y se mantuvo a escasa distancia de Enríquez-Ominami. Ante esto, Evelyn Matthei decidió lanzar una dura ofensiva contra Parisi, quien habría sumado a varios votantes de derecha en desmedro de la candidata oficialista. El 20 de octubre, Matthei denunció en el programa Patio de los Naranjos varios juicios pendientes contra Parisi por el no pago de deudas previsionales a trabajadores de los colegios administrados junto a su hermano Antonino. Esta denuncia inició una espiral de descalificaciones verbales entre Matthei y Parisi; esta situación habría afectado las intenciones de crecimiento del candidato independiente, pero también habría dañado la imagen de Matthei, quien quedó como agresiva.
Pese a que informalmente la campaña se inició varios meses antes de la elección, oficialmente ésta inició el 15 de octubre y se extendió hasta el 12 de noviembre, según lo estipulado por la ley. En este período, los canales de televisión pública transmitieron diariamente la franja televisiva (en forma alternada con la franja de las elecciones parlamentarias) por veinte minutos, los que fueron divididos equitativamente entre los nueve candidatos.

### Segunda vuelta

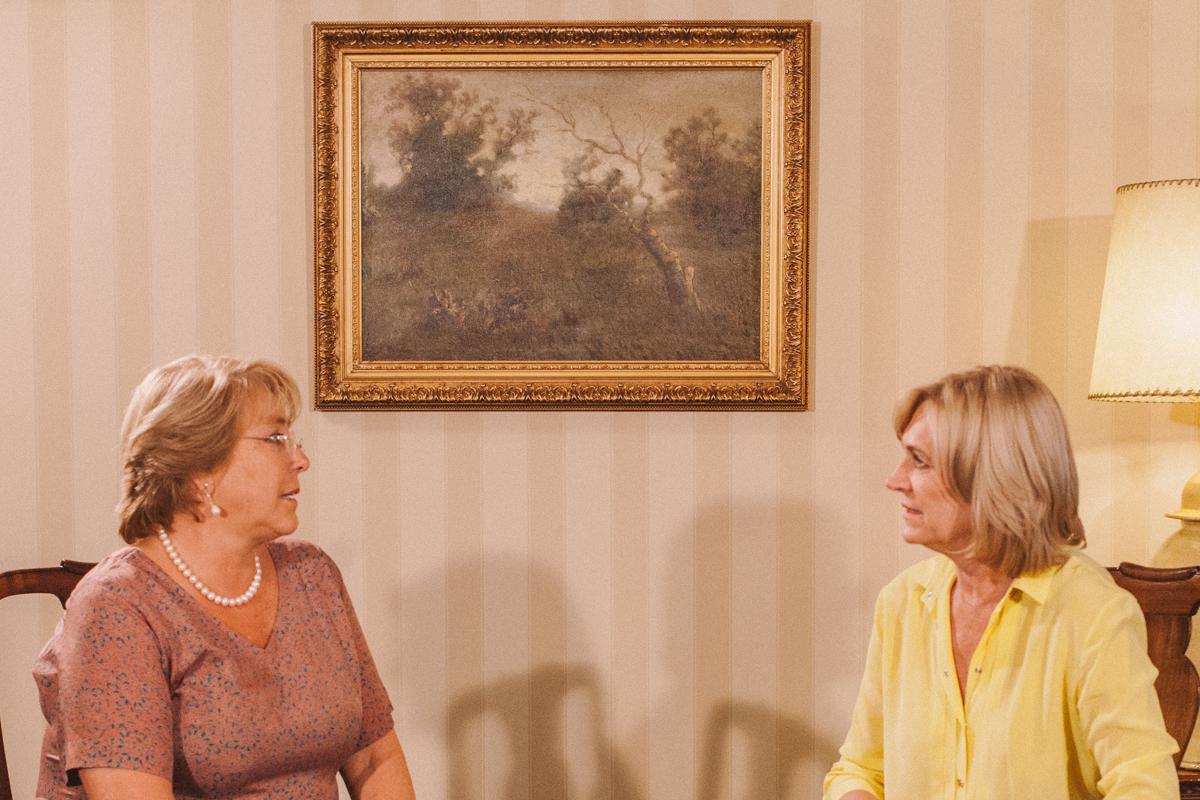
Evelyn Matthei visitando a Michelle Bachelet para felicitarla por su victoria.

Resultados de la segunda vuelta a nivel de comuna.
Michelle Bachelet
Evelyn Matthei

En la segunda vuelta presidencial efectuada el 15 de diciembre de 2013 Michelle Bachelet se impuso con un 62,17 % de los votos mientras que Evelyn Matthei logró un 37,83 % de los votos. Así Bachelet, la primera presidenta de la República cumple un nuevo hito histórico; se convirtió en la primera mujer reelecta en la historia de Chile, además de ser el séptimo presidente reelegido por elecciones después de José Joaquín Prieto (1836), Manuel Bulnes (1846), Manuel Montt (1856), José Joaquín Pérez Mascayano (1866), Arturo Alessandri (electo en 1920, reelecto en 1932) y Carlos Ibáñez del Campo (electo en 1927, reelecto en 1952).
Asimismo, el alto porcentaje recibido por Bachelet en segunda vuelta (62,17 %) la coloca como la cuarta mayoría electoral más alta de la historia de las elecciones presidenciales chilenas, desde que existe el sufragio universal; tras Ibáñez del Campo en 1927 (100 % de los votos), Emiliano Figueroa Larraín en 1925 (71 %) y Juan Esteban Montero en 1931 (64 %).
A pesar de esta alta mayoría electoral, cabe constatar que Michelle Bachelet obtiene menos votos que en su primera elección en 2006, cuando en la segunda vuelta frente a Sebastián Piñera obtuvo el 53,5 % de los votos (es decir, casi 9 puntos porcentuales menos) pero con aproximadamente 250 mil votos más (3 723 695).
Por su parte, la votación de Evelyn Matthei (37,83 %) fue la más baja para un candidato de la centroderecha chilena en una elección desde la elección presidencial de chile de 1993.

## Debates
Múltiples debates fueron realizados durante el proceso de campaña presidencial. En la etapa de primarias presidenciales, se realizaron cuatro debates, dos por cada una de las coaliciones participantes. Canal 13 y CNN Chile organizaron conjuntamente los debates con los precandidatos de la Alianza y la Nueva Mayoría, mientras a la semana siguiente lo replicó Televisión Nacional de Chile.
Una vez ya confirmados los nueve candidatos presidenciales de la primera vuelta, 22 de agosto la Asociación Nacional de la Prensa (ANP) organizó un debate el 9 de octubre en el casino Enjoy de Coquimbo, el cual fue emitido por CNN Chile. En él participaron todos los candidatos excepto Michelle Bachelet. El moderador del debate fue el periodista de CNN, Daniel Matamala, mientras las preguntas fueron realizadas por Elia Simeone (jefa de informaciones de La Prensa Austral), Mauricio Rivas (director de El Sur), Eleazar Garviso (editor de El Día) y Eduardo Campos (director de La Estrella de Arica).
El 25 de octubre la Asociación de Radiodifusores de Chile (Archi) realizó el primer debate con los nueve candidatos. El evento se realizó en el Centro Cultural Gabriela Mistral de Santiago. Allí, los panelistas fueron Sergio Campos (Radio Cooperativa), Cony Stipicic (Radio Duna), Mauricio Bustamante (Radio Infinita) y Alejandro de la Carrera (Radio Agricultura), mientras que el moderador fue el presidente de Archi, Luis Pardo.
A mediados de septiembre la Asociación Nacional de Televisión (Anatel) confirmó la realización de un debate con los nueve candidatos, dividido de manera inédita en dos partes, realizadas los días 29 y 30 de octubre, atendida la gran cantidad de candidatos presidenciales inscritos. El debate fue moderado en ambas jornadas por el expresidente de Anatel, Bernardo Donoso. El 29 de octubre se trataron los temas de salud, seguridad pública y previsión, y los periodistas encargados de las preguntas fueron Constanza Santa María (Canal 13), Claudio Elórtegui (UCV TV) y Soledad Onetto (Mega). El 30 de octubre se abordaron economía y educación, e intervinieron los periodistas Beatriz Sánchez (La Red), Mauricio Bustamante (TVN) e Iván Núñez (Chilevisión).
Para la segunda vuelta, se programaron 2 debates: el debate ARCHI que se realizó el 6 de diciembre y el debate ANATEL, que se llevó a cabo el 10 de diciembre de 2013.

## Encuestas

### Primera vuelta
Encuestas realizadas entre los meses de septiembre y noviembre a nivel nacional. Encuestas anteriores o de carácter regional, disponibles en el anexo.

| Encuesta          | Fecha                | Tamaño de Muestra |             |           |            |          |                |             |              |            |                   | B/N   | Ind.  |
| Encuesta          | Fecha                | Tamaño de Muestra | Parisi Ind. | Claude PH | Israel PRI | ME-O PRO | Miranda Igual. | Bachelet NM | Matthei Ali. | Sfeir ECOV | Jocelyn-Holt Ind. | B/N   | Ind.  |
| ----------------- | -------------------- | ----------------- | ----------- | --------- | ---------- | -------- | -------------- | ----------- | ------------ | ---------- | ----------------- | ----- | ----- |
| Encuesta          | Fecha                | Tamaño de Muestra |             |           |            |          |                |             |              |            |                   | B/N   | Ind.  |
| Elección          | 17 Nov 2013          | —                 | 10,11%      | 2,81%     | 0,57%      | 10,98%   | 1,24%          | 46,70%      | 25,03%       | 2,34%      | 0,19%             | —     | —     |
| Ipsos             | 19 Oct – 5 Nov 2013  | 2.000             | 14%         | 6%        | 2%         | 11%      | 3%             | 32%         | 20%          | 3%         | 0%                | 9%    | 9%    |
| Chile Encuestas   | 31 Oct – 21 Nov 2013 | 2.011             | 22,6%       | 8,5%      | 0,8%       | 9,6%     | 3,7%           | 31,4%       | 19,6%        | 3,4%       | 0,3%              | —     | —     |
| Opina-El Mercurio | 19–27 Oct 2013       | 1.000             | 7,9%        | 1,7%      | 0,2%       | 7,2%     | 1,1%           | 46,2%       | 21,7%        | 0,3%       | 0,1%              | 13,6% | —     |
| Ipsos             | 8–18 Oct 2013        | 1.400             | 14%         | 6%        | 2%         | 7%       | 3%             | 32%         | 20%          | 2%         | 3%                | 11%   | 11%   |
| UDD - La Segunda  | 16–17 Oct 2013       | 925               | 10%         | 3%        | 0%         | 7%       | 0%             | 40%         | 26%          | 0%         | 0%                | —     | 14%   |
| CEP               | 13 Sep – 14 Oct 2013 | 1.437             | 10%         | 3%        | —          | 7%       | —              | 47%         | 14%          | —          | —                 | 16%   | 3%    |
| ICSO-UDP          | 2 Sep – 10 Oct 2013  | 1.300             | 11,5%       | 4,4%      | —          | 7,0%     | —              | 45,4%       | 15,2%        | —          | —                 | —     | 16,5% |
| Ipsos             | 24 Sep – 4 Oct 2013  | 985               | 15%         | 5%        | 2%         | 7%       | 2%             | 33%         | 23%          | 1%         | 2%                | 10%   | 10%   |
| ICHEM-UA          | 23 Ago –27 Sep 2013  | 1.708             | 7,6%        | 3,5%      | 0,2%       | 8,4%     | 0%             | 44,4%       | 17,3%        | 0,8%       | 0,2%              | —     | 17,7% |
| Corp. Humanas     | 13 Ago –16 Sep 2013  | 1.201             | 5,4%        | 2,1%      | 0%         | 4,8%     | 0,1%           | 40,2%       | 11,5%        | 0,1%       | 0,1%              | —     | 35,6% |
| UDD - La Segunda  | 10–12 Sep 2013       | 1.013             | 8%          | 4%        | —          | 7%       | —              | 38%         | 27%          | 1%         | —                 | —     | 15%   |
| Ipsos             | 17 Ago –9 Sep 2013   | 901               | 11%         | 8%        | 1%         | 11%      | 1%             | 33%         | 22%          | 1%         | 1%                | —     | 11%   |
| Conecta           | 30 Ago –7 Sep 2013   | 601               | 9,9%        | 3,2%      | 0,2%       | 8,8%     | 0,8%           | 39,8%       | 17,7%        | 0,5%       | —                 | 4,1%  | 15%   |

## Resultados

### Primera vuelta

#### Nacional
|  | 46,7 % |

|  | 25,03 % |

|  | 10,98 % |

|  | 10,11 % |

|  | 2,81 % |

|  | 2,34 % |

|  | 1,24 % |

|  | 0,57 % |

|  | 0,19 % |

#### Por región
Ordenados según su número en la papeleta de votación:
| Candidato                              | Candidato                   | Arica y Parinacota | Arica y Parinacota | Tarapacá      | Tarapacá      | Antofagasta | Antofagasta | Atacama | Atacama | Coquimbo   | Coquimbo   |
| -------------------------------------- | --------------------------- | ------------------ | ------------------ | ------------- | ------------- | ----------- | ----------- | ------- | ------- | ---------- | ---------- |
|                                        | Franco Parisi               | 14 347             | 20,46 %            | 16 734        | 19,65 %       | 37 782      | 21,67 %     | 12 950  | 13,27 % | 24 313     | 9,53 %     |
|                                        | Marcel Claude               | 1510               | 2,15 %             | 3120          | 3,66 %        | 4775        | 2,74 %      | 2609    | 2,67 %  | 5276       | 2,07 %     |
|                                        | Ricardo Israel              | 322                | 0,46 %             | 335           | 0,39 %        | 980         | 0,56 %      | 367     | 0,38 %  | 1088       | 0,43 %     |
|                                        | Marco Enríquez-Ominami      | 7240               | 10,33 %            | 11 204        | 13,15 %       | 23 612      | 13,54 %     | 10 741  | 11 %    | 23 268     | 9,12 %     |
|                                        | Roxana Miranda              | 864                | 1,23 %             | 1339          | 1,57 %        | 1967        | 1,13 %      | 1271    | 1,3 %   | 2491       | 0,98 %     |
|                                        | Michelle Bachelet           | 29 374             | 41,89 %            | 31 163        | 36,59 %       | 69 261      | 39,73 %     | 50 354  | 51,58 % | 142 238    | 55,76 %    |
|                                        | Evelyn Matthei              | 15 345             | 21,88 %            | 19 876        | 23,33 %       | 33 291      | 19,09 %     | 17 971  | 18,41 % | 52 381     | 20,54 %    |
|                                        | Alfredo Sfeir               | 1026               | 1,46 %             | 1295          | 1,52 %        | 2475        | 1,42 %      | 1171    | 1,2 %   | 3596       | 1,41 %     |
|                                        | Tomás Jocelyn-Holt          | 89                 | 0,13 %             | 111           | 0,13 %        | 203         | 0,12 %      | 180     | 0,18 %  | 421        | 0,17 %     |
| Total de votos válidos                 | Total de votos válidos      | 70 117             | 98,50 %            | 85 177        | 98,91 %       | 174 346     | 98,68 %     | 97 614  | 98,44 % | 255 072    | 98,19 %    |
| Votos nulos                            | Votos nulos                 | 700                | 0,98 %             | 595           | 0,69 %        | 1607        | 0,91 %      | 873     | 0,88 %  | 2499       | 0,96 %     |
| Votos en blanco                        | Votos en blanco             | 371                | 0,52 %             | 345           | 0,4 %         | 718         | 0,41 %      | 675     | 0,68 %  | 2193       | 0,84 %     |
| Total de sufragios emitidos            | Total de sufragios emitidos | 71 188             | 100 %              | 86 117        | 100 %         | 176 671     | 100 %       | 99 162  | 100 %   | 259 764    | 100 %      |
| Candidato                              | Candidato                   | Valparaíso         | Valparaíso         | Metropolitana | Metropolitana | O'Higgins   | O'Higgins   | Maule   | Maule   | Biobío     | Biobío     |
|                                        | Franco Parisi               | 81 024             | 11,37 %            | 200 585       | 7,66 %        | 35 039      | 9,73 %      | 39 768  | 9,25 %  | 111 115    | 13,28 %    |
|                                        | Marcel Claude               | 27 264             | 3,83 %             | 87 845        | 3,36 %        | 7466        | 2,07 %      | 5816    | 1,35 %  | 18 078     | 2,16 %     |
|                                        | Ricardo Israel              | 4131               | 0,58 %             | 15 671        | 0,6 %         | 1710        | 0,47 %      | 1898    | 0,44 %  | 5649       | 0,68 %     |
|                                        | Marco Enríquez-Ominami      | 75 035             | 10,53 %            | 375 279       | 14,33 %       | 31 402      | 8,72 %      | 31 577  | 7,35 %  | 67 430     | 8,06 %     |
|                                        | Roxana Miranda              | 8555               | 1,2 %              | 38 547        | 1,47 %        | 3263        | 0,91 %      | 3706    | 0,86 %  | 9887       | 1,18 %     |
|                                        | Michelle Bachelet           | 317 345            | 44,53 %            | 1 088 451     | 41,57 %       | 190 839     | 52,98 %     | 243 613 | 56,68 % | 424 899    | 50,8 %     |
|                                        | Evelyn Matthei              | 178 217            | 25,01 %            | 719 487       | 27,48 %       | 84 185      | 23,37 %     | 96 727  | 22,5 %  | 184 180    | 22,02 %    |
|                                        | Alfredo Sfeir               | 19 858             | 2,79 %             | 87 862        | 3,36 %        | 5494        | 1,53 %      | 5520    | 1,28 %  | 13 370     | 1,6 %      |
|                                        | Tomás Jocelyn-Holt          | 1172               | 0,16 %             | 4519          | 0,17 %        | 824         | 0,23 %      | 1215    | 0,28 %  | 1871       | 0,22 %     |
| Total de votos válidos                 | Total de votos válidos      | 712 601            | 98,53 %            | 2 618 246     | 98,49 %       | 360 222     | 98,28 %     | 429 840 | 98,12 % | 836 479    | 97,96 %    |
| Votos nulos                            | Votos nulos                 | 6506               | 0,9 %              | 24 677        | 0,93 %        | 3560        | 0,97 %      | 4699    | 1,07 %  | 10 481     | 1,23 %     |
| Votos en blanco                        | Votos en blanco             | 4124               | 0,57 %             | 15 450        | 0,58 %        | 2723        | 0,74 %      | 3534    | 0,81 %  | 6953       | 0,81 %     |
| Total de sufragios emitidos            | Total de sufragios emitidos | 723 231            | 100 %              | 2 658 373     | 100 %         | 366 505     | 100 %       | 438 073 | 100 %   | 853 913    | 100 %      |
| Candidato                              | Candidato                   | La Araucanía       | La Araucanía       | Los Ríos      | Los Ríos      | Los Lagos   | Los Lagos   | Aisén   | Aisén   | Magallanes | Magallanes |
|                                        | Franco Parisi               | 36 447             | 9,55 %             | 15 439        | 9,73 %        | 27 297      | 8,89 %      | 4911    | 13,23 % | 8264       | 13,37 %    |
|                                        | Marcel Claude               | 6890               | 1,81 %             | 4548          | 2,87 %        | 7597        | 2,47 %      | 814     | 2,19 %  | 1464       | 2,37 %     |
|                                        | Ricardo Israel              | 2706               | 0,71 %             | 846           | 0,53 %        | 1626        | 0,53 %      | 158     | 0,43 %  | 257        | 0,42 %     |
|                                        | Marco Enríquez-Ominami      | 25 014             | 6,56 %             | 10 132        | 6,39 %        | 21 854      | 7,12 %      | 2284    | 6,15 %  | 7470       | 12,09 %    |
|                                        | Roxana Miranda              | 4055               | 1,06 %             | 1663          | 1,05 %        | 3043        | 0,99 %      | 506     | 1,36 %  | 716        | 1,16 %     |
|                                        | Michelle Bachelet           | 189 184            | 49,58 %            | 84 819        | 53,47 %       | 163 589     | 53,29 %     | 19 227  | 51,79 % | 31 483     | 50,94 %    |
|                                        | Evelyn Matthei              | 111 776            | 29,3 %             | 38 044        | 23,98 %       | 77 195      | 25,15 %     | 8670    | 23,35 % | 11 136     | 18,02 %    |
|                                        | Alfredo Sfeir               | 4492               | 1,18 %             | 2801          | 1,77 %        | 4272        | 1,39 %      | 507     | 1,37 %  | 909        | 1,47 %     |
|                                        | Tomás Jocelyn-Holt          | 989                | 0,26 %             | 337           | 0,21 %        | 504         | 0,16 %      | 49      | 0,13 %  | 110        | 0,18 %     |
| Total de votos válidos                 | Total de votos válidos      | 381 553            | 97,83 %            | 158 629       | 98,08 %       | 306 977     | 97,79 %     | 37 126  | 98,40 % | 61 809     | 98,71 %    |
| Votos nulos                            | Votos nulos                 | 4855               | 1,24 %             | 1766          | 1,09 %        | 3361        | 1,07 %      | 294     | 0,78 %  | 462        | 0,74 %     |
| Votos en blanco                        | Votos en blanco             | 3626               | 0,93 %             | 1334          | 0,82 %        | 3563        | 1,14 %      | 311     | 0,82 %  | 348        | 0,56 %     |
| Total de sufragios emitidos            | Total de sufragios emitidos | 390 034            | 100 %              | 161 729       | 100 %         | 313 901     | 100 %       | 37 731  | 100 %   | 62 619     | 100 %      |
| 100 % de las mesas escrutadas (TRICEL) |                             |                    |                    |               |               |             |             |         |         |            |            |

### Segunda vuelta

#### Nacional
El resultado fue una aplastante victoria para Bachelet con el 62.17% de los votos, contra un 37.83% obtenido por Matthei. Los resultados oficiales fueron los siguientes:
|  | 62,17 % |

|  | 37,83 % |

#### Por región
| Candidato                              | Candidato                   | Arica y Parinacota | Arica y Parinacota | Tarapacá      | Tarapacá      | Antofagasta | Antofagasta | Atacama | Atacama | Coquimbo   | Coquimbo   |
| -------------------------------------- | --------------------------- | ------------------ | ------------------ | ------------- | ------------- | ----------- | ----------- | ------- | ------- | ---------- | ---------- |
|                                        | Michelle Bachelet           | 32 984             | 60,62 %            | 36 343        | 56,81 %       | 81 241      | 63,32 %     | 55 119  | 69,63 % | 155 340    | 70,52 %    |
|                                        | Evelyn Matthei              | 21 430             | 39,38 %            | 27 626        | 43,19 %       | 47 071      | 36,68 %     | 24 046  | 30,37 % | 64 948     | 29,48 %    |
| Total de votos válidos                 | Total de votos válidos      | 54 414             | 97,9 %             | 63 969        | 97,96 %       | 128 312     | 97,7 %      | 79 165  | 98,25 % | 220 288    | 98,35 %    |
| Votos nulos                            | Votos nulos                 | 862                | 1,55 %             | 972           | 1,49 %        | 2358        | 1,8 %       | 973     | 1,21 %  | 2541       | 1,13 %     |
| Votos en blanco                        | Votos en blanco             | 306                | 0,55 %             | 358           | 0,55 %        | 656         | 0,5 %       | 441     | 0,55 %  | 1156       | 0,52 %     |
| Total de sufragios emitidos            | Total de sufragios emitidos | 55 582             | 100 %              | 65 299        | 100 %         | 131 326     | 100 %       | 80 579  | 100 %   | 223 985    | 100 %      |
| Candidato                              | Candidato                   | Valparaíso         | Valparaíso         | Metropolitana | Metropolitana | O'Higgins   | O'Higgins   | Maule   | Maule   | Biobío     | Biobío     |
|                                        | Michelle Bachelet           | 366 502            | 60,95 %            | 1 297 597     | 59 %          | 209 873     | 66,19 %     | 257 831 | 67,7 %  | 464 898    | 64,62 %    |
|                                        | Evelyn Matthei              | 234 838            | 39,05 %            | 901 653       | 41 %          | 107 194     | 33,81 %     | 122 989 | 32,3 %  | 254 487    | 35,38 %    |
| Total de votos válidos                 | Total de votos válidos      | 601 340            | 97,81 %            | 2 199 250     | 97,64 %       | 317 067     | 98,47 %     | 380 820 | 98,6 %  | 719 385    | 98,09 %    |
| Votos nulos                            | Votos nulos                 | 9825               | 1,6 %              | 38 167        | 1,69 %        | 3523        | 1,09 %      | 3855    | 1 %     | 10 068     | 1,37 %     |
| Votos en blanco                        | Votos en blanco             | 3633               | 0,59 %             | 14 977        | 0,66 %        | 1405        | 0,44 %      | 1565    | 0,41 %  | 3972       | 0,54 %     |
| Total de sufragios emitidos            | Total de sufragios emitidos | 614 798            | 100 %              | 2 252 394     | 100 %         | 321 995     | 100 %       | 386 240 | 100 %   | 733 425    | 100 %      |
| Candidato                              | Candidato                   | La Araucanía       | La Araucanía       | Los Ríos      | Los Ríos      | Los Lagos   | Los Lagos   | Aisén   | Aisén   | Magallanes | Magallanes |
|                                        | Michelle Bachelet           | 196 492            | 58,74 %            | 89 002        | 65,5 %        | 172 232     | 64,45 %     | 20 924  | 66,29 % | 34 001     | 69,26 %    |
|                                        | Evelyn Matthei              | 138 027            | 41,26 %            | 46 871        | 34,5 %        | 94 981      | 35,55 %     | 10 638  | 33,71 % | 15 092     | 30,74 %    |
| Total de votos válidos                 | Total de votos válidos      | 334 519            | 98,34 %            | 135 873       | 98,34 %       | 267 213     | 98,4 %      | 31 562  | 98,34 % | 49 093     | 97,91 %    |
| Votos nulos                            | Votos nulos                 | 4033               | 1,19 %             | 1638          | 1,19 %        | 2964        | 1,09 %      | 389     | 1,21 %  | 748        | 1,49 %     |
| Votos en blanco                        | Votos en blanco             | 1626               | 0,48 %             | 649           | 0,47 %        | 1381        | 0,51 %      | 144     | 0,45 %  | 296        | 0,59 %     |
| Total de sufragios emitidos            | Total de sufragios emitidos | 340 178            | 100 %              | 138 160       | 100 %         | 271 558     | 100 %       | 32 095  | 100 %   | 50 137     | 100 %      |
| 100 % de las mesas escrutadas (TRICEL) |                             |                    |                    |               |               |             |             |         |         |            |            |

## Gastos electorales
De acuerdo con la ley 19.884, de 2003, ninguna candidatura presidencial puede exceder sus gastos electorales al límite equivalente a la cantidad que resulta de multiplicar por tres centésimos de unidad de fomento el número de votantes y, tratándose de la segunda votación o balotaje, dicho límite se calcula considerando como factor multiplicador un centésimo de unidad de fomento. Para estos efectos, el director del Servicio Electoral establece por resolución que se publica en el Diario Oficial, con ciento veinte días de anticipación a la respectiva elección, los máximos de gastos electorales permitidos.
El financiamiento de los gastos electorales, conforme a la ley, puede ser privado o público, y este último, sea hace mediante financiamiento directo o reembolso. Los aportes de campaña electoral pueden ser anónimos, reservados o públicos, dependiendo de su monto.
El límite de gastos electorales, por candidato, fijada para la elección presidencial de 2013 fue de $9 231 315 685.
Según los registros del Servel, los gastos efectuados por los candidatos presidenciales en la primera vuelta, de la elección presidencial de 2013, fueron los siguientes:
- Michelle Bachelet Jeria: $5 377 125 100.
- Evelyn Matthei Fornet: $3 474 791 251.
- Marco Enríquez-Ominami Gumucio: $745 260 088.
- Franco Parisi Fernández: $534 847 612.
- Marcel Claude Reyes: $161 407 007.
- Alfredo Sfeir Younis: $142 946 367.
- Roxana Miranda Meneses: $60 538 833.
- Ricardo Israel Zipper: $54 893 174.
- Tomás Jocelyn-Holt Letelier: $103 525 580.

Según los registros del Servel, los gastos efectuados por los candidatos presidenciales en la segunda vuelta fueron los siguientes:
- Michelle Bachelet Jeria: $1 528 766 166.
- Evelyn Matthei Fornet: $1 145 471 106.

El reembolso que efectúa el Estado a los candidatos alcanza a una suma que no excede el equivalente, en pesos, a tres centésimos de unidad de fomento por voto obtenido por el candidato respectivo. Dicho monto, para la primera vuelta de la elección presidencial de 2013 ascendió a la suma de $686. En el caso de segunda votación o balotaje, dicho reembolso es de un centésimo de unidad de fomento por voto obtenido por el candidato respectivo.